# Ertila Koka
Ertila Koka, född 26 augusti 1988 i Mirditë, är en albansk sångerska.

## Biografi
Koka föddes i Mirditë år 1988. Hon deltog i den tredje säsongen år 2005 av musiktävlingen Ethet e së premtes mbrëma. År 2006, vid 17 års ålder deltog hon i Top Fest 3 med låten "Mos prit të kthehëm" som skrevs av Edmond Mançaku. Året därpå ställde hon upp i Top Fest 4 med låten "Sa do doja" tillsammans med rockgruppen Armagedon. 2008 framförde hon låten "Nuk mund të harroj" i Top Fest 5 till vilken hon skrivit texten själv. År 2011 släppte hon sin första musikvideo, till singeln "Feel the Beat". Låten skrevs av Dr. Flori och komponerades av Edlir Begolli. Videon spelade man in i Ohrid i Makedonien. Under sommaren 2012 släppte hon låten "Moreno" samt en musikvideo till låten. Senare, i november, samma år släppte hon låten "Fluturo e lirë".

## Diskografi

### Singlar
- 2006 – "Mos prit të kthehëm"
- 2007 – "Sa do doja"
- 2008 – "Nuk mund të harroj"
- 2011 – "Feel the Beat"
- 2012 – "Moreno"
- 2012 – "Fluturo e lirë"
- 2013 – "Beb"
- 2014 – "I vetmi që dua"